# Universidad de Tarso
La Universidad de Tarso es una universidad pública ubicada en la provincia de Mersin, Turquía. Fue establecida el 18 de mayo de 2018 como una institución independiente en el distrito de Tarso, integrando unidades académicas previamente afiliadas a la Universidad de Mersin, junto con nuevas unidades académicas. La Universidad de Tarso imparte educación a través de un instituto, siete facultades y tres escuelas vocacionales.

## Historia
Los orígenes de la Universidad de Tarso se remontan a 1992, cuando sus unidades académicas estaban afiliadas a la Universidad de Mersin. La universidad fue establecida mediante la Ley N.º 7141, publicada en el Boletín Oficial de la República de Turquía, número 30425, el 18 de mayo de 2018.